# V474 Андромеды
V474 Андромеды (лат. V474 Andromedae) — двойная затменная переменная звезда типа W Большой Медведицы (EW) в созвездии Андромеды на расстоянии приблизительно 4663 световых лет (около 1430 парсеков) от Солнца. Видимая звёздная величина звезды — от +13,61m до +13,18m. Орбитальный период — около 0,5204 суток (12,49 часов).

## Характеристики
Первый компонент — жёлто-белая звезда спектрального класса F. Радиус — около 2,14 солнечных, светимость — около 6,453 солнечных. Эффективная температура — около 6290 K.
Второй компонент — жёлто-белая звезда спектрального класса F.